# WikiTribune
WikiTribune (estilizado como WikiTRIBUNE) es una web de noticias en la cual periodistas profesionales investigan e informan acerca de noticias, y los voluntarios supervisan los artículos mediante comprobación de pruebas y añadiendo fuentes. Jimmy Wales, cofundador de Wikipedia, anunció el sitio en inglés durante abril de 2017 y el sitio en español durante abril de 2018 para su operación en España   y Latinoamérica . Wikitribune es una organización lucrativa y no está asociada con Wikipedia o su organización matriz, la Fundación Wikimedia.
“Está será la primera vez que periodistas profesionales y periodistas ciudadanos trabajen codo con codo como iguales redactando las noticias mientras tienen lugar, editándolas en vivo mientras se desarrollan y en todo momento respaldados por una comunidad comprobando doblemente todos los hechos”, dijo Wales.
Inicialmente, la versión demo del sitio web sólo fue accesible a un público restringido, como medios de comunicación. El 20 de septiembre de 2018, Jimmy Wales anunció el lanzamiento de WikiTribune en español.

## Modelo empresarial

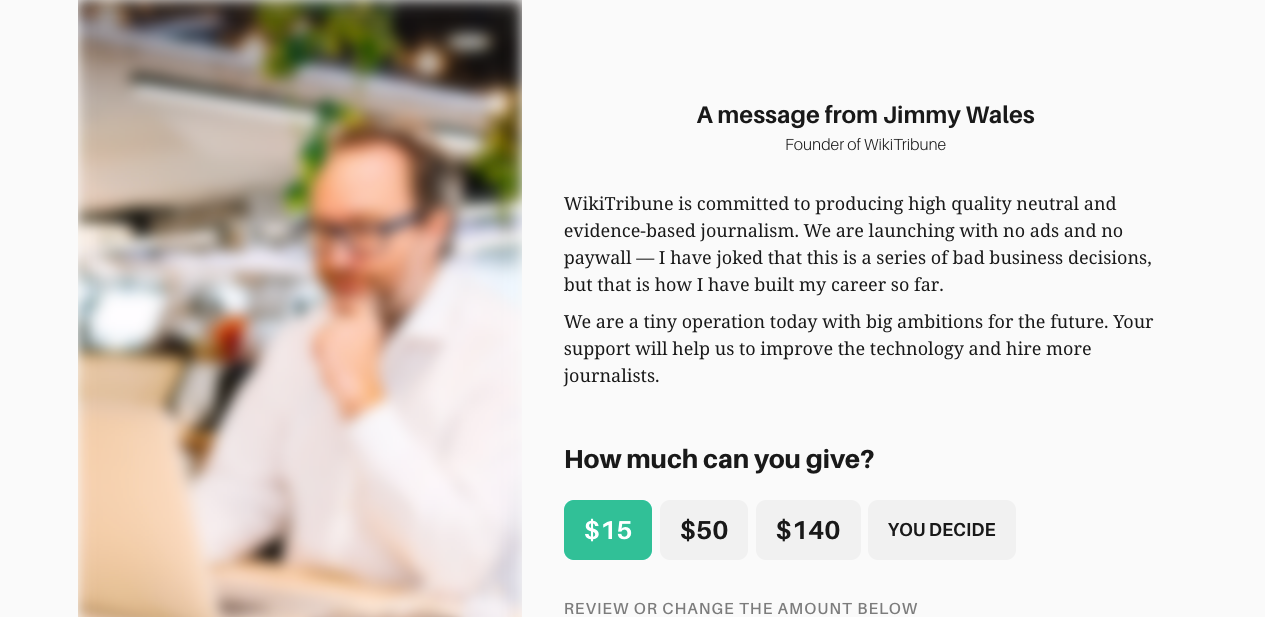
página de wikiTribune en inglés

Wikitribune es una organización lucrativa que será financiada por donantes, y no mediante la venta de espacio publicitario. Cuantos más recursos recauden, más periodistas podrán contratar. El micromecenazgo comenzó el 25 de abril de 2017.Se está solicitando a los donantes apoyo desde $5usd.
El acceso a las noticias será gratuito.
Los periodistas necesitarán proporcionar la fuente de un hecho o proporcionar las transcripciones y registros completos de entrevistas.
El público podrá modificar y actualizar artículos, aun así la actualización sólo se publicará una vez aprobada por el personal o los voluntarios de confianza.
Al no tener accionistas, anunciantes o suscriptores se reducirán las presiones comerciales. Los usuarios donantes podrán sugerir temas.
Las personas implicadas en el proyecto como asesores de Jimmy Wales incluyen a Lily Cole, Jeff Jarvis, Guy Kawasaki, y Lawrence Lessig.